# Ohio Motor Vehicle Company
Ohio Motor Vehicle Company war ein US-amerikanischer Hersteller von Automobilen.

## Unternehmensgeschichte
Das Unternehmen entstand am 6. Oktober 1919 als Nachfolger der Ohio Trailer Company. Der Sitz war ebenfalls in Cleveland in Ohio. Charles A. Riegler war Präsident und William E. Ferris Sekretär und Schatzmeister. Die Produktion von Anhängern wurde fortgesetzt. Außerdem fertigten sie ab 1920 Automobile. Der Markenname lautete Ferris. Im Juni 1921 begann die Insolvenz. Die Produktion lief noch bis 1922. Am 1. März 1923 wurde das Unternehmen offiziell aufgelöst.

## Fahrzeuge
Viele Teile wurden zugekauft. Dazu gehörte der Sechszylindermotor, der von der Continental Motors Company kam. Die Fahrzeuge hatten ausgezeichnete Karosserien und waren relativ teuer.
1920 gab es das Model C-20. Der Motor vom Typ 9 N leistete 50 PS. Das Fahrgestell hatte 330 cm Radstand. Als Aufbauten sind ein sechssitziger Tourenwagen, ein ebenfalls sechssitziger Sport und eine viersitzige Limousine überliefert.
1921 änderte sich nur die Bezeichnung in Model C-21.
1922 standen zwei Modelle im Sortiment. Sie unterschieden sich nur in der Motorleistung und im Neupreis. Das Model 60 hatte den bisherigen Motor mit 60 PS und das Model 70 einen Motor vom Typ 6 T mit 70 PS. Der Radstand blieb unverändert. Zur Wahl standen ein Roadster mit zwei Sitzen, eine Limousine mit vier Sitzen und ein Tourenwagen mit sechs Sitzen, jeweils auch in Sportausführung.

## Modellübersicht
| Jahr | Modell     | Zylinder | Leistung (PS) | Radstand (cm) | Aufbau                                                      |
| ---- | ---------- | -------- | ------------- | ------------- | ----------------------------------------------------------- |
| 1920 | Model C-20 | 6        | 50            | 330           | Tourenwagen 6-sitzig, Sport 6-sitzig, Limousine 4-sitzig    |
| 1921 | Model C-21 | 6        | 50            | 330           | Tourenwagen 6-sitzig, Sport 6-sitzig, Limousine 4-sitzig    |
| 1922 | Model 60   | 6        | 60            | 330           | Tourenwagen 6-sitzig, Roadster 2-sitzig, Limousine 4-sitzig |
| 1922 | Model 70   | 6        | 70            | 330           | Tourenwagen 6-sitzig, Roadster 2-sitzig, Limousine 4-sitzig |

## Produktionszahlen
Insgesamt entstanden 440 Fahrzeuge.
| Jahr  | Produktionszahl |
| ----- | --------------- |
| 1920  | 123             |
| 1921  | 214             |
| 1922  | 103             |
| Summe | 440             |